# Mehdi Bennouna
Mehdi Bennouna est un nationaliste, écrivain et journaliste marocain né à Tétouan (Maroc) le 22 février 1919  et mort le 23 mars 2010 à Rabat. Il est également le fondateur de l'agence de Maghreb Arabe Presse en 1959.

## Biographie
Il quitte le Maroc pour Naplouse en Palestine à l'âge de onze ans, sans ses parents, et y entame ses études secondaires en 1929 à l'École Najah.
Après une année au Maroc en 1936, il retourne en 1937 au Proche-Orient, au Caire, d'abord pour entamer des études de médecine qu'il n'a pu poursuivre, puis pour obtenir un diplôme de journalisme en 1941, après quoi il travaille au journal Al Ahram jusqu'à ce qu'il puisse retourner au Maroc à la fin de la Seconde guerre mondiale en 1944. En 1937, il participe à la constitution du Comité de Défense d'Almaghreb Al Aqsa.
À partir de 1944, il est enseignant à l'Institut libre de Tétouan, participe à la fondation du Syndicat des travailleurs affilié au Parti de la réforme nationale (PRN) dont il est élu membre du Comité central et il épouse Khadija Slaoui le 29 mars 1945 avec qui il aura quatre enfants (1946, 1949, 1951, 1956).
C'est en sautant le mur du Palais royal de Rabat pour éviter les services de sécurité français qu'il rejoint le roi Mohammed V afin de recevoir instructions et fonds pour créer à l'Organisation des Nations unies le Bureau de liaison des mouvements d'indépendance des pays d'Afrique du Nord (Maroc, Algérie et Tunisie). Entre 1947 et 1953, il alterne ses 4 missions (cumulant 4 ans et demi), d'abord à Genève puis à New York avec des séjours à Tanger, où il est exilé, travaillant à la radio Voice of America et contribuant à l'entrée d'armes pour la résistance armée marocaine.
De retour à Tétouan en 1953, il y dirige le journal Al Oumma, organe du PRN qu'il quittera à l'indépendance en 1956 pour le Service de presse du Cabinet royal de Mohammed V, incluant la préparation du voyage du souverain à New York en 1957. Il lance Maghreb Arabe Presse (MAP), agence privée qu'il présidera depuis son inauguration en 1959 jusqu'en 1975, après notification de nationalisation en 1973 par le Ministère de l'Intérieur. Entre 1958 et 1962, il porte assistance à la création des agences de presse tunisienne (TAP), libyenne (JANA), sénégalaise (APS), malienne (APA) et algérienne (APS), puis il supervise le lancement de l'agence de presse (AIIC) de l'Organisation de la conférence islamique en 1973-74. Pour contrecarrer l'information francophone du groupe MAS au Maroc, il fonde le journal La Dépêche qui ne vivra moins de 3 ans (1970-1972),.
La découverte de l'action humanitaire durant le séisme de 1960 d'Agadir l'entraîne dans le Croissant rouge marocain (CRM) dont il finira Président exécutif. De 1985 à 1988, il exerce un mandat de trésorier pour la Ligue Internationale des Croix et Croissants Rouges (aujourd'hui IFRC).

## Publications
Il est l'auteur de quelques ouvrages dont le premier, en langue anglaise (Our Morocco. The story of a just cause), a été clandestinement édité au Maroc en 1951 et le dernier, en langue arabe (Almaghrib… assanaouat alharija) a été édité en 1989.

## Distinctions
Pour son action au service de la presse ou des droits de l'homme, il a été décoré dans de nombreux pays africains, au Proche-Orient, en Espagne et au Maroc.
- Commandeur de l'ordre du Trône (2006)[8].

## Décès
Il est décédé à Rabat à l'aube du mardi 23 mars 2010 à l'âge de 92 ans des suites d'une longue maladie et a été enterré dans sa ville natale de Tétouan,,.